# Vinzelles, Puy-de-Dôme

Vinzelles este o comună în departamentul Puy-de-Dôme, Franța. În 1 ianuarie 2022 avea o populație de 371 de locuitori.